# Aesalus ulanowskii
Aesalus ulanowskii es una especie de coleóptero de la familia Lucanidae.

## Distribución geográfica
Habita en Irán.